# Piabina
Piabina és un gènere de peixos de la família dels caràcids i de l'ordre dels caraciformes.

## Taxonomia
- Piabina anhembi (da Silva & Kaefer, 2003)[2]
- Piabina argentea (Reinhardt, 1867)[3][4][5][6][7][8][9][10]